# هتل اوران بی
هتل اوران بی (به عربی: شیراطون وهران) یک آسمان‌خراش و هتل در الجزایر است که در وهران، الجزایر واقع شده‌است.